# Хан Соль Я
Хан Соль Я (кор. 한설야; 3 августа 1900, Хамхын, Хамгён-Намдо — 5 апреля 1976) — северокорейский писатель, общественный деятель и политик. Один из организаторов Корейской ассоциации пролетарских писателей. В русском языке встречаются также варианты написания имени Хан Сер Я, Хан Соря. В период с 1956 по 1958 годы занимал должность министра образования и культуры КНДР.

## Биография
В период японского колониального правления писал политически ориентированные левые произведения, в 1940-е перешёл к активной поддержке Японской империи и её военных кампаний. После 1945 года стал одним из главных сторонников Ким Ир Сена и начальником Союза Писателей в КНДР. Активно участвовал в создании культа Ким Ир Сена и пропагандистском обеспечении массовых репрессий. В 1963 году сам был репрессирован, его книги были изъяты из обращения. В 1969 году восстановлен в правах. Похоронен на кладбище национальных героев.

## Работы
Автор романов «Сумерки» (1936), «Молодость» (1937), трилогии «Башня», «Суховей», «Подсолнух», романа «Тэдонган» (1952), повестей и рассказов «Переходный период» (1929), «Шакалы» (1951) и др.